# 塞勒姆鎮區 (堪薩斯州考利縣)
塞勒姆鎮區（英語：Salem Township）為美國堪薩斯州考利縣轄下的鎮區。2010年美国人口普查中該鎮區人口有306人。

## 地理
塞勒姆鎮區涵蓋總面積為66.44平方（25.65平方英里），境內沒有已建制定居點。涵蓋此鎮區中央部分的廷伯克里克湖（Timber Creek Lake）為座人造湖。

### 墓園
根據美國地質調查局的資料，此鎮區擁有1座墓園：
- 新塞勒姆墓園（New Salem Cemetery）

## 人口統計
根據2010年美國人口普查，塞勒姆鎮區人口有306人，住房133戶，人口密度為4.61人/每平方公里。此鎮區居民之種族中，白人佔93.46%，非裔美國人佔0.65%，美洲原住民佔3.92%，亞裔美國人佔0%，太平洋島裔美國人佔0%，其他種族佔0%，混血種族則佔1.96%。而西班牙裔或拉丁裔美國人佔此鎮區人口的2.29%。

## 外部連結
- City-Data.com （页面存档备份，存于）